# Aziz Ibrahim
Aziz-Ur-Rahman Ibrahim (Longsight, maart 1964) is een Britse gitarist en producent.

## Biografie
Aziz Ibrahim werd geboren als zoon van Pakistaanse ouders. Hij is vooral bekend om zijn werk als gitarist bij Simply Red, The Stone Roses (post-John Squire) en hun voormalige vocalist Ian Brown, in wiens band hij regelmatig optreedt, zowel in de studio als live. Hij is ook lid van de H Band met leadzanger Steve Hogarth van Marillion en is betrokken bij het schrijven van het tweede H Band-album. Hij heeft ook gewerkt met Paul Weller, Steven Wilson, Asia en heeft bijgedragen aan het debuutalbum Clear the Decks van The Players
Ibrahims eerste publicatie was de cd/ep Middle Road met gastzang en gitaar van Paul Weller. Ibrahim verzorgde ook de zang voor Wellers gesproken woordnummer God, op zijn album 22 Dreams uit 2008, samen met gitaren voor eerdere publicaties van Paul Weller, zoals Illumination. Hij volgde dat met zijn debuutalbum Lahore to Longsight, dat hij beschrijft als Asian Blues, de albumtitel beschrijft zijn familiereis van Lahore naar Longsight. Lahore is de tweede stad van Pakistan en Longsize de geboorteplaats van Aziz in de binnenstad van Manchester, waar hij nog steeds woont. Hij speelde op de Simply Red wereldtournee in 1987/1988, maar stond niet op het volgende album. Hij werd gevraagd om de oorspronkelijke gitarist Sylvan Richardson te vervangen, die was vertrokken na het opnemen van het tweede album. Op dit moment bevatte de bezetting behalve Sylvan alle oorspronkelijke leden.
Het meest opvallend was dat Ibrahim de gitarist was voor de laatste uitvoering van The Stone Roses, voordat ze uit elkaar gingen tijdens het Reading Festival 1996. Na hun ontbinding bleef Ibrahim op tournee gaan en schrijven met voormalig Stone Roses-frontman Ian Brown, samen met het schrijven van nummers zoals My Star, Corpses in Their Mouths, Longsight M13, One Way Ticket to Paradise en tal van andere nummers van Unfinished Monkey Business, Golden Greats, Solarized en The Greatest.
Ibrahim scoorde ook de muziek voor de Psygnosis PlayStation-game Eliminator. De muziek in de game bevat samples, elektrische gitaren met effecten, elektronische drumkits, percussie en technosound.
Ibrahim was mede-oprichter van No Label - de naam kwam oorspronkelijk van Ibrahim in een woedeaanval over grote platenlabels, hoe hij ze niet nodig had en zijn eigen label zou beginnen en het 'No Label Records' noemen. Het label werd in eerste instantie gevormd met co-regisseurs John Sherrington, Nova Rehman en met Ahsan Naeem als A&R-scout. Nadat No Label in Bolton was opgericht, ging Ibrahim later achterin zitten in de opstelling en concentreerde hij zich op zijn muziek. De eerste publicatie van het label was de debuutsingle Middle Road van Aziz Ibrahim, gevolgd door de ondertekening van Mark Coyle-groep Tailgunner. No Label werd verkocht in 2000. Na de liquidatie van No Label richtte Ibrahim het in Longsight, Manchester zittende label Indus Records Ltd op.
Ibrahim was ook betrokken bij de British Guitar Academy, opgericht door Steve Rothery van Marillion.